# Шейх Убайдаллах
Шейх Убайдаллах (ок. 1826-1827, Нехри, Шемдинан — ок. 1883-1884, Хиджаз) — османский курдский военный деятель, руководитель одного из крупнейших курдских восстаний против османских и персидских властей в XIX веке.

## Жизнь до восстания
Родился в богатой семье из Шемдинан, в фактическом подчинении которой находилось более 200 деревень на территории как Османской империи, так и Персии (Ирана); основу её благосостояния составляли табачные плантации. В некоторых источниках Убайдаллаха называют самым влиятельным лидером суннитских курдов своего времени; при этом он также пользовался большим уважением среди христиан-несториан.
В 1877 году Убайдаллах выступил на стороне Османской империи в начавшейся Русско-турецкой войне и, по данным востоковеда Василия Никитина, собрал войско численностью в 70 тысяч человек из курдских племён, сражавшееся с русскими войсками при Баязете (ныне Догубаязит) и потерпевшее от них поражение. После войны он не получил потребованные им от султана медали за службу, но среди курдов пользовался большим авторитетом и, вернувшись в родные места, начал ездить по региону, призывая племена к началу восстания против турок и завоёвывая себе всё новых сторонников; согласно Керзону, на устраивавшихся им собраниях в каждом из районов присутствовало в среднем от 500 до 1000 человек.

## Восстание против Османской империи
К концу 1870-х годов влияние Убайдаллаха распространялось на территории Бохтана, Бадинана, Хаккяри и Ардалана. В 1879 году он поднял восстание против османских властей, поводом к которому послужила карательная экспедиция каймакама района Гевер (ныне Юксекома) против курдского племени харки, отказавшегося платить налоги. Убайдаллах объявил, что более не признаёт над собой власти султана, и призвал к тому же вождей курдских племён региона, однако против отправленных на подавление мятежа турецких войск смог выставить лишь 900 человек под командованием своего сына Сейита Абдулкадыра, которые были быстро разбиты. Сейит сумел бежать в Персию (где затем управлял отцовскими плантациями), а с Убайдаллахом, не участвовавшим в восстании лично и внезапно выразившим свою лояльность правительству, турки вступили в переговоры, завершившиеся снятием со своего поста каймакама Гевера и формальным урегулированием конфликта. Восстание в общей сложности длилось всего пять дней.

## Вторжение в Персию
В августе 1880 года Убайдаллах, обладавший определённым количеством оружия, полученным от турок ещё во время Русско-турецкой войны, и некоторым количеством казнозарядных винтовок Мартини (согласно одному из источников — относительно большим, тогда как другими публикациями это оспаривается), принял решение о вторжении в Персию, надеясь поднять местные курдские племена против режима Каджаров, а также заполучить дополнительное оружие, с которым впоследствии планировал вновь выступить против турок. Его план был поддержан на общем собрании примерно 200 вождями курдских племён, влиятельными землевладельцами и муллами, а также многими христианами-несторианами. На момент начала восстания общая численность воинов Убайдаллаха оценивается в 80 тысяч человек.
Поход начался в конце августа 1880 года. Первоначально войска Убайдаллаха, выступившие из Шемдинана, были разделены на два отряда: во главе одного из них находился он сам, а другой возглавил Хамза Ахие Мангури, влиятельный курдский вождь из Персии, присутствовавший на устроенном Убайдаллахом собрании и недовольный намерением персидских властей в регионе увеличить налоги, взимаемые с курдских племён. Уже к началу августа он планировал сам поднять восстание, и Убайдаллах, узнав об этом, направил к нему на помощь своего старшего сына Сейита, находившегося в Персии с 1879 года, во главе отряда численностью в 1000 человек.
К началу сентября 1880 года курдами были захвачены суннитские районы Лахиджана и Сердешта. В самом начале октября на территорию Персии вступило войско под командованием второго сына Убайдаллаха Сиддика и зятя шейха Мехмеда Саида. Затем силы Убайдаллаха разделились на три отряда: Сейит и Хамза со своими людьми выступили к югу от озера Урмия по направлению к Мехабаду, планируя затем идти на Тебриз, Сиддик остался в районе Маргавара (ныне Мараге), чтобы в том числе прикрывать старшего брата с тыла, а Мехмед Саид с 5000 воинов выдвинулся в сторону Шоя, Саламы и озера Урмия, рассчитывая соединиться с Сейитом у Тебриза. Сам Убайдаллах первоначально находился с Мехмедом Саидом, но вскоре отбыл на юг к Сейиту. В Персии к войскам Убайдаллаха присоединились персидские курдские племена мамаш, мангур, зарза, мурки, гаврик, бене, харки (проживавшие также в Персии) и багзаде; в частности, племена мангур и мамаш предоставили по 5000 воинов каждое, зарза — 8000, мукри — 10000. Кроме того, к войску присоединилось некоторое количество ассирийцев-несториан и армян.
Вооружение персидских иррегулярных формирований, с которыми армия Убайдаллаха вела бои на первом этапе восстания, было значительно ниже по своему качеству, нежели у восставших, поэтому первоначально курдам сопутствовали успехи. Город Мехабад сдался подошедшим к нему войскам в результате переговоров, после чего духовный лидер местных суннитов призвал к джихаду против персов-шиитов. Затем Убайдаллах отправил послов в Миандоаб, чтобы в том числе закупить там продукты, — однако по прибытии эмиссары были убиты, после чего он приказал Сейиту начать штурм города, завершившийся его падением и последующим разграблением; многие жители бежали, а около 2000 шиитов, в том числе женщин и детей, было убито. После этого Сейит двинулся на Тебриз, однако взять последний не удалось, и в итоге курдские войска занялись разграблением окрестностей. Убайдаллах затем присоединился к младшему сыну Сиддику, уже занявшему Мараге и начавшему осаду города Урмия; согласно данным Никитина, под их командованием к тому моменту находилось порядка 12 тысяч воинов, хотя в других источниках указывается число от 7 до 60 тысяч. 9 октября 1880 года курды заняли крепость Бедрбуд в непосредственной близости от города.
Вали Урмии, зная о жестоком штурме Миандоаба, сначала хотел сдать город курдам, но представители шиитской части населения выступили против этого; первый приступ осаждённым удалось отбить. В итоге местным властям удалось инициировать переговоры с Убайдаллахом и добиться отсрочки сдачи города, что позволило им продержаться до прибытия в регион регулярных персидских войск из района Тебриза. После этого Убайдаллах был вынужден снять осаду Урмии и отступить в Мехабад, откуда был выбит персами через несколько дней. На протяжении последующих восьми недель персидская армия нанесла курдским отрядам несколько поражений и оттеснила их к османской границе, где они были перехвачены турецкими войсками, передавшими воевавших на стороне Убайдаллаха персидских курдов персам. В ходе данной кампании персидская армия также сожгла множество деревень, населённых местными курдами-суннитами и ассирийцами-христианами, поддержавшими Убайдаллаха; после этих событий от 60 до 70 тысяч курдов, ранее живших в регионе, бежало в Османскую империю. Убайдаллах ещё до поражения сумел бежать с фронта и возвратился в родную местность Нехри в Турции.

## Последние годы
В июне 1881 года османский султан под давлением Персии и стоявшей за ней Великобритании, требовавших выдачи Убайдаллаха, вызвал его в Стамбул. Несмотря на восстание 1879 года, османские власти рассчитывали использовать его авторитет и влияние в возможных будущих конфликтах с Персией, поэтому по прибытии он был встречен с почестями, но оказался фактическим пленником при дворе. В августе 1882 года ему удалось сбежать из Стамбула на корабле и добраться до своих родных мест, о чём стало известно в Персии. В октябре турки отправили отряд для его поимки, что также было вызвано сообщениями о проявлении им насилия по отношению к бывшим союзникам-несторианам. К этому моменту Убайдаллах засел в крепости Оремар (ныне Даглиджа) и отправил султану предложение о своём добровольном изгнании в Мосул. Согласие на это было дано, но во время конвоирования до Мосула сын Убайдаллаха Сейит со своими людьми освободил отца. Они укрылись в деревне Шептан, однако после их обнаружения турками 13 ноября 1882 года сдались. Персы категорически возражали против пребывания Убайдаллаха в Мосуле, ибо он пользовался там большим влиянием, и в итоге турки отправили его в ссылку в Хиджаз.
Убайдаллах умер в 1883 или 1884 году, при этом не установлены ни точная дата и обстоятельства смерти, ни её место; в качестве последнего в разных источниках называются Мекка, Медина и Таиф.
В работе Роберта Олсона восстание Убайдаллаха рассматривается как фактическое начало организованного курдского национально-освободительного движения.